# 澳門商業日報
《澳門商業日報》（英語：Macau Business Daily）是一份澳門的英文日報，2012年4月2日創刊。宗旨是「通過創建、收集和傳播高水準的新聞、資訊和意見，促進澳門商業和政治的發展」。
出版人雅士度，主編司榮光，由發行。周一至周五全彩色印刷，共十六頁。每期印量12,000份。

## 外部連結
- 網址 （页面存档备份，存于）